# 帕里亞金嶺
54°2′S 38°0′W / 54.033°S 38.000°W
帕里亞金嶺（德語：Parjadinkamm），是南極洲的山嶺，位於南喬治亞島西端，從亞歷山德拉角一直延伸至帕里亞丁角，名稱來自鄰近的帕里亞丁角，由德國探險家命名，現時由南極條約體系管理。